# Garcinia buchneri
Garcinia buchneri är en tvåhjärtbladig växtart som beskrevs av Adolf Engler. Garcinia buchneri ingår i släktet Garcinia och familjen Clusiaceae. Inga underarter finns listade i Catalogue of Life.